# 小行星6505
小行星6505（英語：6505 Muzzio）是一颗围绕太阳公转的小行星。1976年1月3日，菲利克斯·阿圭勒天文台在圣胡安省发现了此天体。
这颗小行星的绝对星等为254.7847940584991等。